# Колония имени Горького

Макаренко в 1920-х годах

Полтавская детская трудовая колония имени М.Горького — советская трудовая колония для беспризорников и несовершеннолетних правонарушителей, основанная в 1920 году в селе Ковалёвка близ Полтавы Украинской ССР; в 1926 году переведена в Куряжский монастырь под Харьковом. 
Колония получила всемирную известность благодаря новым подходам к воспитанию и обучению, предложенным её руководителем А. С. Макаренко и описанным им в целом ряде произведений, в том числе в «Педагогической поэме». После увольнения в 1928 году Макаренко из колонии по настоянию члена ЦК ВКП(б) Н. К. Крупской дальнейшего высокого интереса к последующей деятельности колонии не отмечено.

## История

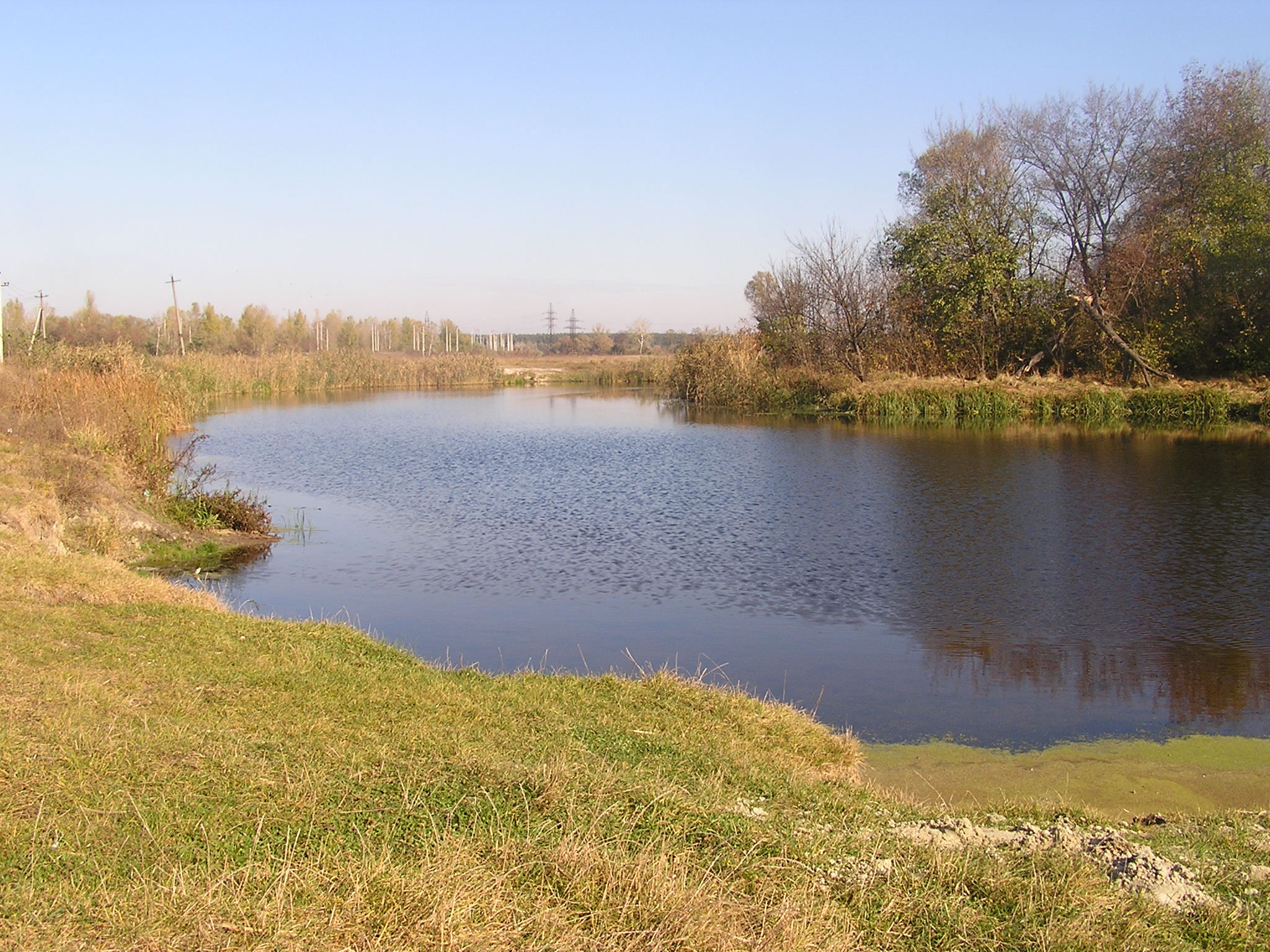
Река Коломак под Полтавой, где начиналась Колония им. Горького

В результате Первой мировой войны, Февральской революции, Великой Октябрьской социалистической революции и последовавшей за ними Гражданской войны на территории СССР появилось огромное число беспризорников (по разным данным от 4,5 до 7 млн чел.). Начиная с 1920 года советским государством и общественностью предпринимались ряд мер по устранению этого явления не только уголовным преследованием, но и ресоциализацией (возвращением в культуру общества), в том числе путём создания колоний для перевоспитания малолетних правонарушителей. Особенностью первых лет деятельности этих колоний было крайне слабое государственное обеспечение (как продовольственное и материально-техническое, так и организационно-методическое), что имело не только отрицательные стороны (нужда, нередко недоедание воспитанников и воспитателей, отсутствие многих самых необходимых вещей и т. п.), но и положительные — в условиях сниженного организационного и методического контроля для наиболее одарённых и деятельных руководителей колоний открывалась повышенная свобода педагогического и воспитательного творчества, немыслимая ни до 1917 года, ни после середины 1930-х годов.
Среди успешных примеров применения этой свободы можно назвать опыт преобразования колоний (поселений) в коммуны (общины, сообщества людей, связанных общим делом и целями). Наиболее известными из них стали коммуна «Красные Зори» И. В. Ионина под Ленинградом, Болшевская трудовая коммуна М. С. Погребинского под Москвой и Колония им. М. Горького под руководством А. С. Макаренко под Полтавой, ставшая вскоре по сути коммуной (что и было отражено в названии следующей колонии под руководством А. Макаренко — Коммуны им. Ф. Э. Дзержинского). Лучший опыт и достижения этих колоний-коммун перекликаются с деятельностью и педагогическими находками С. Т. Шацкого (колония «Бодрая жизнь» и другие его дореволюционные начинания). Но Шацкий работал в частном порядке и с обычными детьми, а не с беспризорниками.
Колония под Полтавой была создана А. С. Макаренко по поручению Полтавского Губнаробраза в 1920 году. В 1921 году колонии было присвоено имя М. Горького, в 1926 году колония была переведена в Куряжский монастырь под Харьковом. А. С. Макаренко заведовал ею ещё 2 года.
Макаренковед профессор Г. Хиллиг (Германия) отмечает, что кроме прочих сложностей А. С. Макаренко приходилось бороться с неоднократными попытками направить в его колонию умственно-отсталых (или имеющих существенные отклонения в психике) детей. Заведующий при этом настаивал на назначении своего учреждения именно для перевоспитания беспризорников и малолетних правонарушителей с более-менее сохранным рассудком и психическим здоровьем. Другой сложностью были «переростки», т.е. лица старше 16 лет, по каким-либо причинам (например, скрытие или искажение своего истинного возраста, в т. ч. с целью уйти от уголовной ответственности) оказавшиеся в колонии для малолетних.
Обсуждения этих вопросов привело, в частности, к совместному с М. Горьким обращению в Политбюро, что отразилось в следующем пункте Постановления Политбюро ЦК КП(б)У от 7 апреля 1935 года.

3. Отметить, что Наркомпрос не обеспечил правильного комплектования колонии имени Горького. Предложить Наркомпросу откомандировать переростков на работу в предприятия, а дефективных детей – в соответствующие детские учреждения.

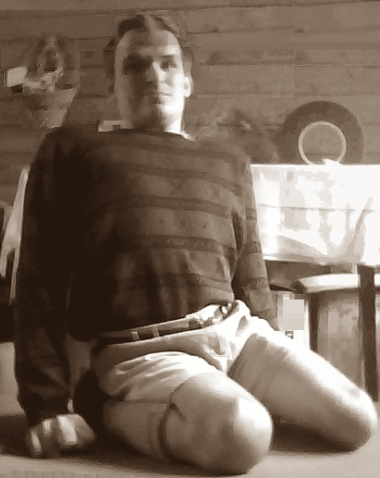
Молодой воспитатель колонии в Куряже Максим Сурин в шортах-трусах с ремнём и гетрах

С апреля по сентябрь включительно обязательная, независимо от погоды за окном униформа колонистов всех возрастов включала синюю футболку-блузу и просторные шорты-трусы, как у тогдашних футбольных вратарей, но с ремнём и с двумя передними карманами. Девочки носили широкие юбки по щиколотку. Другим общим пунктом экипировки и летней униформы макаренковских колонистов было наличие серой плоской кепки в качестве повседневного головного убора. В торжественных случаях вместо кепки надевали тёмного цвета бархатную тюбетейку. Девочки носили косынки светлых тонов. Иногда к этой униформе добавляли серые или чёрные шерстяные гетры, но чаще обходились простыми носками тех же цветов или вообще надевали обувь на босу ногу.
Вместо обычных для тогдашних пионерлагерей сандалий колонисты носили кожаные ботинки средней высоты на довольно толстой подошве. Это был метод закаливания, доведённый А. С. Макаренко до совершенства: «мёрзнешь, значит, двигайся быстрее, работай усерднее!», а работать приходилось отнюдь немало. Поэтому носить всё лето вратарские шорты-трусы вместо привычных брюк не стеснялись даже воспитатели помоложе, хотя и не были обязаны этого делать.

«…с ранней весны колонисты не носили штанов, — трусики были гигиеничнее, красивее и дешевле».

А. С. Макаренко.

«Когда я приехала в колонию имени Горького, Антон Семёнович сказал, что мне надо осмотреть колонию. А там были такие подземные ходы — интересно. Вот позвал он Семёна, вошёл парень в малиновых трусах и синей рубашке — у них все в трусах ходили…»

Калабалина Г. К.

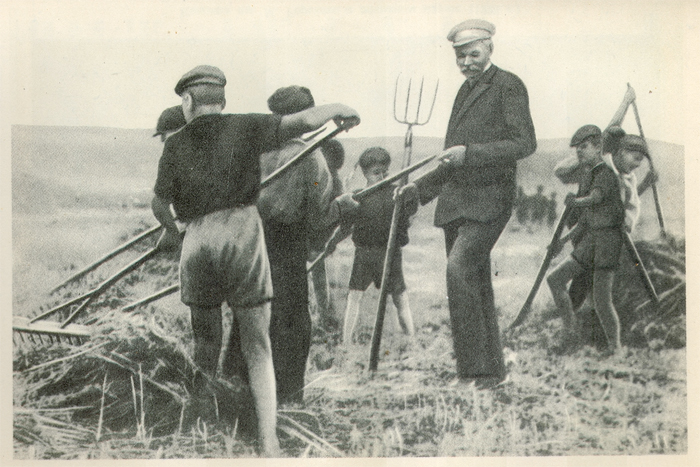
Максим Горький наблюдает за сельхозработами в детской колонии им. М. Горького в Куряжском монастыре.

Деятельность и нововведения Макаренко в Колонии вызывали самые разные отклики — от положительных (к примеру, в брошюре М. И. Левитиной (псевд. Маро) опыт Колонии им. Горького назван лучшим из целого ряда посещённых автором заведений) до целого ряда доносов и обвинений, коротко отразившихся в известном предложении из «Педагогической поэмы» — «Система Макаренко есть система не советская». Г. Хиллиг собрал целый ряд свидетельств того, что продолжению деятельности Макаренко в условиях критики заметно способствовал тогдашний руководитель НКВД Украинской ССР В. А. Балицкий.
После резко-критических обвинений подходов А. С. Макаренко со стороны Н. К. Крупской с трибуны очередного съезда комсомола в мае 1928 году педагогические чиновники ставят А. Макаренко перед выбором: отказаться от целого ряда своих принципов в воспитательной работе или оставить колонию. Он выбирает последнее и полностью переходит в ранее созданную (в 1927) в системе НКВД Коммуну им. Ф. Э. Дзержинского, где до этого он трудился по совместительству.
Новое начальство колонии им. Горького приложило усилия к тому, чтобы подходы Макаренко там больше не применялись. Ряд ближайших сподвижников Макаренко либо ушли с ним в Коммуну им. Ф. Э. Дзержинского (к примеру, В. Н. Терский), либо вернулись к прежней деятельности (так, Н. Э. Фере занялся сельскохозяйственной наукой: сначала отправился в научную экспедицию, позже защитил кандидатскую диссертацию по сельскохозяйственному машиноведению, трудился преподавателем, был назначен заведующим кафедрой эксплуатации машинно-тракторного парка Московского государственного агроинженерного университета имени В. П. Горячкина).
Колония им. Горького с этого времени в качестве образца по воспитанию в научной литературе не упоминается, а через некоторое время (в том числе в связи с общим сокращением числа беспризорников) она и вовсе была перенаправлена на работу с несовершеннолетними преступниками, обзавелась высоким забором с колючей проволокой, поменяла название.

## Воспитанники и воспитатели колонии

В. Н. Терский

Среди наиболее известных воспитателей и воспитанников Колонии:
- Макаренко, Антон Семёнович (1888—1939) — основатель и руководитель Колонии с 1920 по 1928 годы.
- Калабалин, Семён Афанасьевич (1903—1972) — воспитанник Колонии, один из главных персонажей «Педагогической поэмы» (назван Семёном Карабановым). Позже — физрук Коммуны им. Ф. Э. Дзержинского, орденоносец-фронтовик и заведующий целым рядом детских домов, где жили и трудились по заветам Макаренко.

Н. Э. Фере

- Остроменцкая, Надежда Феликсовна (1893—1968) — летом 1926 г. работала в колонии им. М. Горького клубным работником, затем воспитателем-учителем. Впоследствии украинская детская писательница. Оставила воспоминания о Колонии[13]. Писательница выдумала «историю с палками и дубинами», которые, по Остроменцкой, воспитанники должны были сами приносить из леса (а потом, якобы, использовались для их же телесных наказаний). Акты не менее трёх обследований колонии в 1928 г. свидетельствовали об обратном, но очерк Остроменцкой был использован Н. К. Крупской и др. как свидетельство очевидца «кулачной педагогики» в Колонии им. Горького и способствовал отстранению Макаренко от руководства Колонии летом 1928 г.[14]
- Терский, Виктор Николаевич (1898—1965) — организатор и руководитель внеклассной работы в Колонии (а впоследствии, и в Коммуне), ближайший сподвижник А. С. Макаренко (В «Педагогической поэме» — В. Н. Перский).
- Фере, Николай Эдуардович (1897—1981) — главный агроном Колонии (из обрусевших немцев). По совету Макаренко предпочитал воспитывать не разговорами, а прежде всего личным примером и делом. В «Педагогической поэме» назван Эдуардом Николаевичем Шере.
- Весич, Владимир Александрович (1886 — после 1939) — педагог Полтавской и Харьковской трудовой колонии им. М. Горького, прототип П. И. Журбина в «Педагогической поэме». Окончил Петровский полтавский кадетский корпус (1907), Киевское военное училище (1909). С началом Первой мировой войны участвовал в боевых действиях. В годы Гражданской войны служил в армии УНР, попал в плен к Красной Армии, с 1920 находился на особом учёте органов ГПУ. В начале 1920-х служил в Красной Армии на командных должностях. В колонии имени М. Горького работал с 01.08.1923, исполняя обязанности заместителя заведующего и воспитателя.

## Попытка воспроизведения опыта в 1980-е годы
С учётом всемирной известности воспитательного опыта Колонии им. Горького и Коммуны им. Ф. Э. Дзержинского под руководством А. С. Макаренко, многие сотрудники, в том числе руководители службы исполнения наказаний, не могли не заинтересоваться опытом применения воспитательной педагогики Макаренко. Среди них оказался и начальник Куряжской воспитательной колонии в 80-е годы XX в., решивший воспроизвести опыт Макаренко в подведомственном ему учреждении.
Этот малоподготовленный и не очень продуманный (в отличие от самого Макаренко) опыт на людях подробно описал педагог-воспитатель данного учреждения Юрий Иванович Чапала в своей книге «Сочинение на несвободную тему», где отмечается, что в итоге «книжного» внедрения системы Макаренко вырос как уровень рецидивов среди осуждённых, так и ухудшилась обстановка в самой колонии. И такой итог, к сожалению, не единичен. Сама система Макаренко зачастую оказывается более сложной (и, главное, более требовательной к исполнителю), чем выглядит после первого прочтения «Педагогической поэмы»…
Социальный педагог и писатель В. А. Ерёмин отмечает в связи с этим, что нередко такой итог связан с попытками частичного, отрывочного внедрения только «самых удобных и подходящих» составляющих системы Макаренко и в качестве примера рассказывает, к каким нарушениям, а зачастую и унижениям заключённых приводит использование (отдельно от системы) принципа коллективной ответственности среди осуждённых.
В то же время известен и положительный опыт применения системы Макаренко именно в системе исправительных учреждений одним из воспитанников Макаренко А. Г. Явлинским (1915—1981).